# Ahero
Ahero är en stad i distriktet Nyando i provinsen Nyanza i Kenya. Centralorten hade 8 575 invånare vid folkräkningen 2009, med totalt 76 828 invånare i kommunen.